# Conconi-test
De Conconi-test is vernoemd naar de Italiaanse professor Francesco Conconi.
Bij de Conconi-test wordt er een relatie gelegd tussen de loopsnelheid en de hartslag. Om de 200 meter wordt het looptempo geleidelijk opgevoerd, en daarna constant gehouden. Na elke 200 meter wordt de hartslag opgenomen. Daarna wordt de snelheid weer opgevoerd en wordt de hartslag na enkele minuten weer opgemeten. Na de test wordt de hartslag tegen de snelheid uitgezet. Op deze manier kan het omslagpunt (anaerobe drempel) worden berekend. De grafiek zal wat afvlakken na het omslagpunt en vervolgens zal de hartslag vanaf dit punt niet evenredig meer toenemen met de snelheid.
Studies tonen aan dat de Conconi test inaccuraat en onnuttig is om de anaerobe drempel van een atleet vast te stellen, er zijn ook studies die de twijfel aan de Conconi test bestrijden , en er zijn voorstellen die de test verbeteren.